# Asterley
Asterley – wieś w Anglii, w hrabstwie Shropshire. Leży 14 km na południowy zachód od miasta Shrewsbury i 230 km na północny zachód od Londynu.